# 민꽃식물

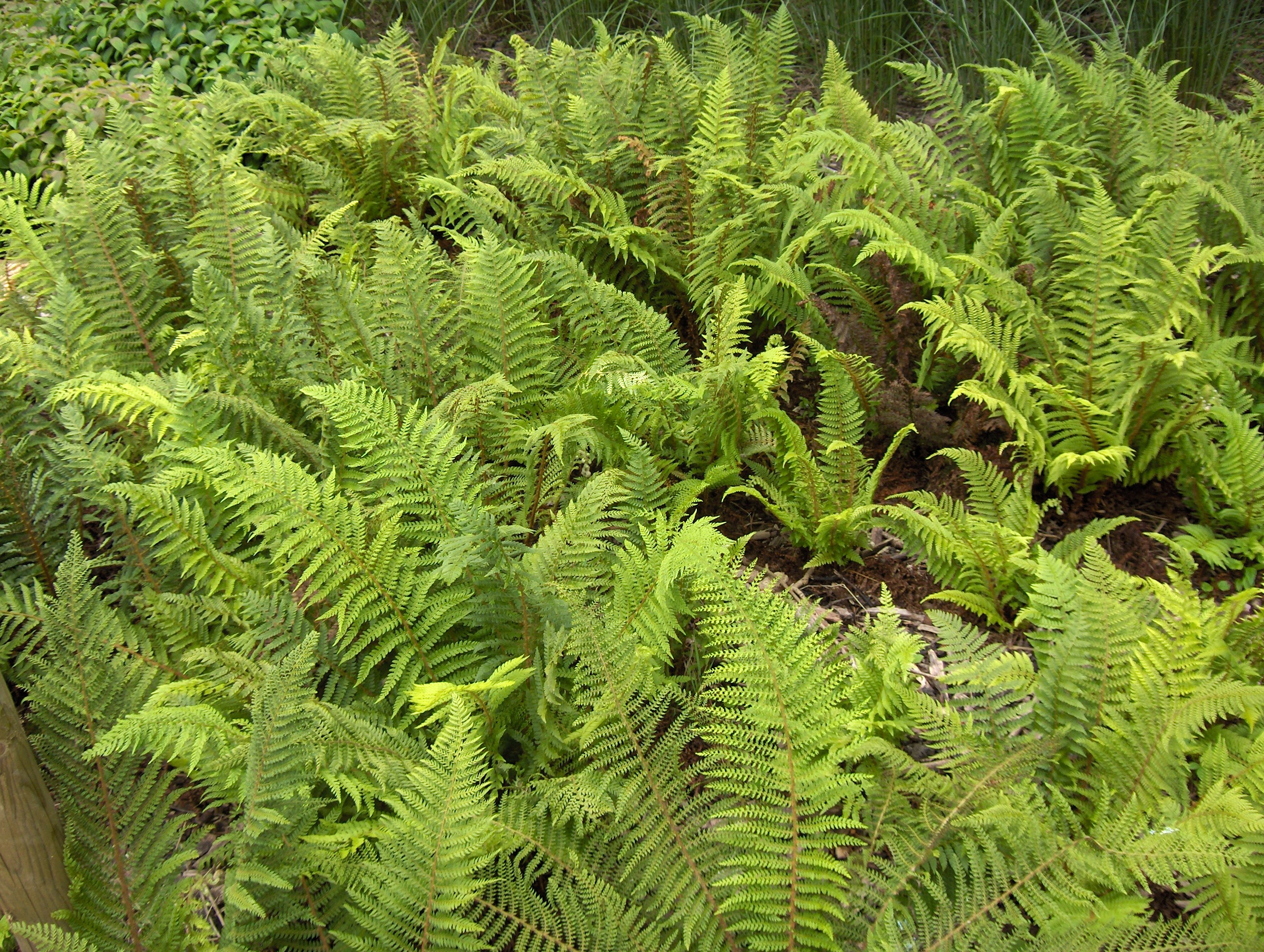

민꽃식물 또는 은화식물(隱花植物) 또는 포자식물(胞子植物)은 씨를 통해 번식하는 종자식물과 달리 포자를 통해 번식하는 식물의 분류로, 현재 생물학에서 사용되지는 않는다.
과거 생물을 동물계와 식물계의 두 계로 크게 구분했을 때, 꽃이 피지 않는 식물류를 말했다.
현재 분류 체계상 다음 생물이 포함된다.
- 식물계
  - 선태식물 - 이끼 등
  - 양치식물 - 고사리, 쇠뜨기, 속새 등
- 원생생물계
  - 조류
  - 점균류
  - 난균류
- 균계
  - 균계 전체 - 곰팡이, 효모, 버섯 등
- 세균계
  - 남조류, 방선균 등 모든 세균
- 고균계
  - 모든 고균